# Moll de roca
El moll de roca, moll borratxo, moll cranquer, moll roquer, moll d'arbó, moll ver, moll vermell, o roger de roca, roger de sorra, roger vermell (Mullus surmuletus) és un peix de la família dels múl·lids que acostuma a viure en petits grups però també en solitari.

## Morfologia
- Talla: màxima de 40 cm, comuna entre 10 i 25 cm.
- Cos allargat i una mica comprimit.
- Escates grans i molt caduques.
- Línia lateral, ben visible, amb 33-37 escates.
- Perfil cefàlic suau; mentó amb dos barbellons llargs, mòbils i articulats en la seua base.
- Ulls elevats, situats gairebé en el perfil cefàlic.
- Boca petita i protràctil; dents sobre el vòmer i els palatins, però absents del maxil·lar superior (adults) i presents als que són més petits de 10 cm.
- Opercle sense espines.
- Dues aletes dorsals curtes i ben separades; la primera espinosa i la segona, formada per una espina i radis tous.
- L'anal, curta, oposada a la segona dorsal, amb espines i radis tous.
- Les pectorals, quasi tan llargues com la distància que separa la seua base de l'extrem posterior del maxil·lar.
- Ventrals toràciques i, lleugerament, més curtes que les pectorals.
- Caudal escotada.
- Coloració general vermellosa amb tres bandes grogues longitudinals.
- Primera dorsal amb bandes grogues i marronoses.
- Escates orlades de color marró.

## Comportament
Espècie bentònica i gregària (forma petits grups), viu sobre fons de sorra, roca i graves de la plataforma continental, dels 0,5 fins als 400 m.

## Alimentació
S'alimenta de petits invertebrats bentònics, principalment de cucs i crustacis.

## Reproducció
Sexualment madurs als 14 cm (un any). La reproducció té lloc d'abril a juliol.

## Distribució geogràfica
Es troba a tota la Mediterrània (incloent-hi la mar Negra). A l'Atlàntic Oriental, des de la Mar del Nord (on és rara) fins al Senegal.

## Pesca
Carn delicada i apreciada. La pesca, semiindustrial i artesanal, es du a terme amb nanses, tremalls i arts d'arrossegament.
La seua talla mínima legal de captura és d'onze cm.

## Galeria

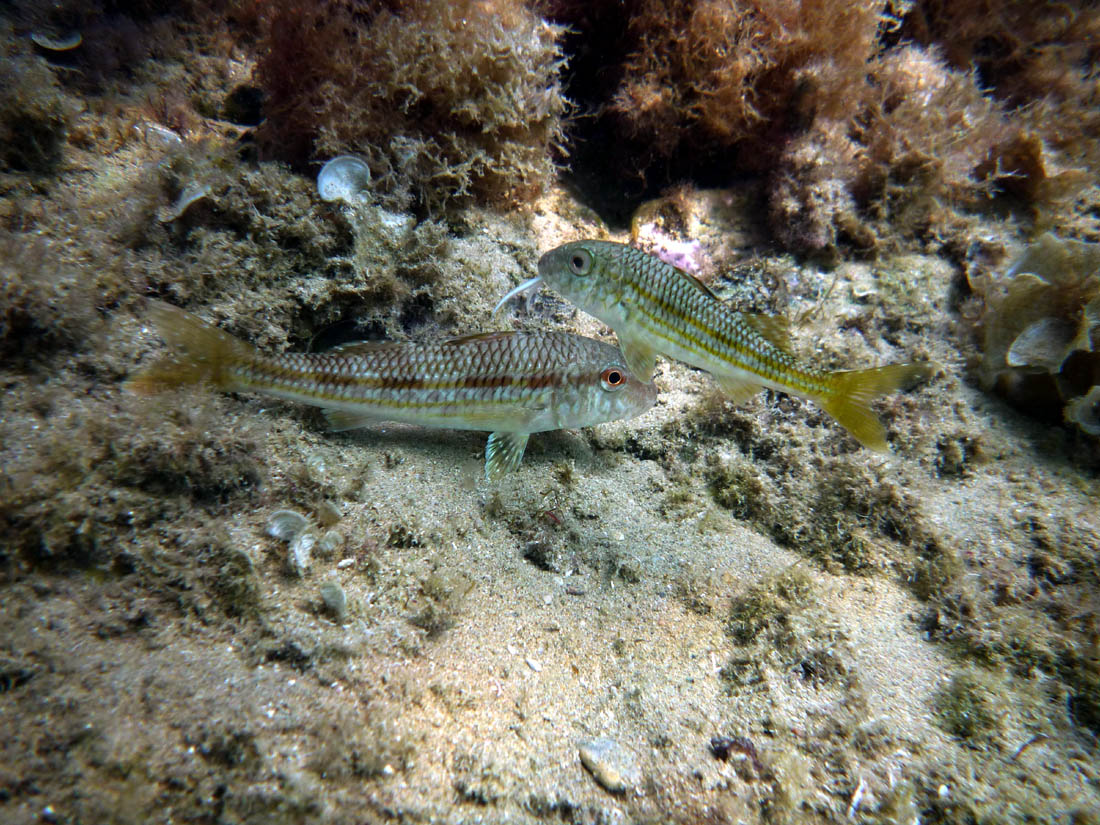
Molls de roca en el Portús (Cartagena).